# Mogurnda
Mogurnda is een geslacht van straalvinnige vissen uit de familie van de slaapgrondels (Eleotridae).

## Soorten
- Mogurnda adspersa Castelnau, 1878
- Mogurnda aiwasoensis Allen & Renyaan, 1996
- Mogurnda aurifodinae Whitley, 1938
- Mogurnda cingulata Allen & Hoese, 1991
- Mogurnda clivicola Allen & Jenkins, 1999
- Mogurnda furva Allen & Hoese, 1986
- Mogurnda kaifayama Allen & Jenkins, 1999
- Mogurnda kutubuensis Allen & Hoese, 1986
- Mogurnda larapintae Zietz, 1896
- Mogurnda lineata Allen & Hoese, 1991
- Mogurnda maccuneae Jenkins, Buston & Allen, 2000
- Mogurnda magna Allen & Renyaan, 1996
- Mogurnda malsmithi Allen & Jebb, 1993
- Mogurnda mbuta Allen & Jenkins, 1999
- Mogurnda mogurnda Richardson, 1844
- Mogurnda mosa Jenkins, Buston & Allen, 2000
- Mogurnda oligolepis Allen & Jenkins, 1999
- Mogurnda orientalis Allen & Hoese, 1991 (Eastern mogurnda)
- Mogurnda pardalis Allen & Renyaan, 1996
- Mogurnda pulchra Horsthemke & Staeck, 1990
- Mogurnda spilota Allen & Hoese, 1986
- Mogurnda thermophila Allen & Jenkins, 1999
- Mogurnda variegata Nichols, 1951
- Mogurnda vitta Allen & Hoese, 1986
- Mogurnda wapoga Allen, Jenkins & Renyaan, 1999